# Kilmoluaig
Kilmoluaig, schottisch-gälisch: Cille Mo Luaig für „Moluags Kirche“ ist eine aus nur wenigen Häusern bestehende Streusiedlung auf der schottischen Hebrideninsel Tiree in der Council Area Argyll and Bute. Sie liegt im Nordwesten der Insel etwa zwei Kilometer entfernt von der Küste südlich von Loch Bhasapoll, dem größten See der Insel. Der Tiree Airport liegt drei Kilometer südöstlich bei Crossapol. Der Name der Ortschaft leitet sich aus dem Gälischen ab und bedeutet „Kirche des Heiligen Moluag“.

## Umgebung und Sehenswürdigkeiten
Östlich der Ortschaft liegt möglicherweise der Standort eines Klosters, welches der Heilige Columban nach der Gründung des Klosters von Iona auf Iona im Jahre 563 errichtet haben soll. Wahrscheinlich handelte es sich dabei um ein Mönchskloster. Aus dem Jahre 673 ist ein Brand verzeichnet. Wie aus Aufzeichnung hervorgeht, ist die Einrichtung mindestens bis ins 11. oder 12. Jahrhundert betrieben worden. Heute sind keine Überreste mehr erhalten, sodass der Standort nicht gesichert ist.
In Kilmoluaig befinden sich zwei Denkmäler aus der höchsten schottischen Denkmalkategorie A. Die Wohngebäude 3 Kilmoluaig und 13 Kilmoluaig sind kleine, einstöckige Häuser aus dem frühen 19. Jahrhundert, die im traditionellen Stil der Hebriden erbaut sind. Ihre Dächer sind reetgedeckt.